# El Viso de San Juan
El Viso de San Juan – gmina w Hiszpanii, w prowincji Toledo, w Kastylii-La Mancha, o powierzchni 53,02 km². W 2011 roku gmina liczyła 3930 mieszkańców.